# 不列特航空

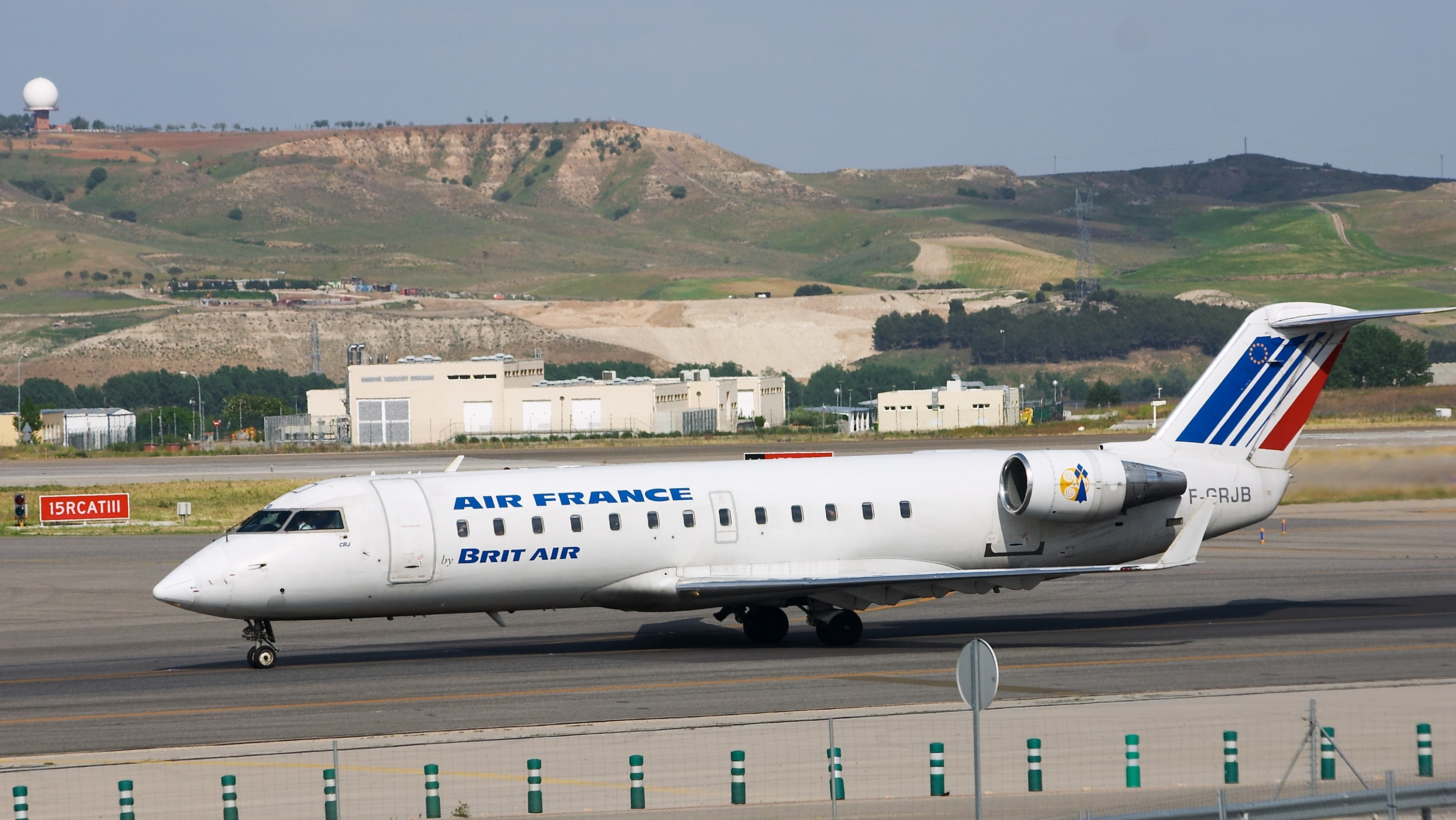
CRJ-100ER

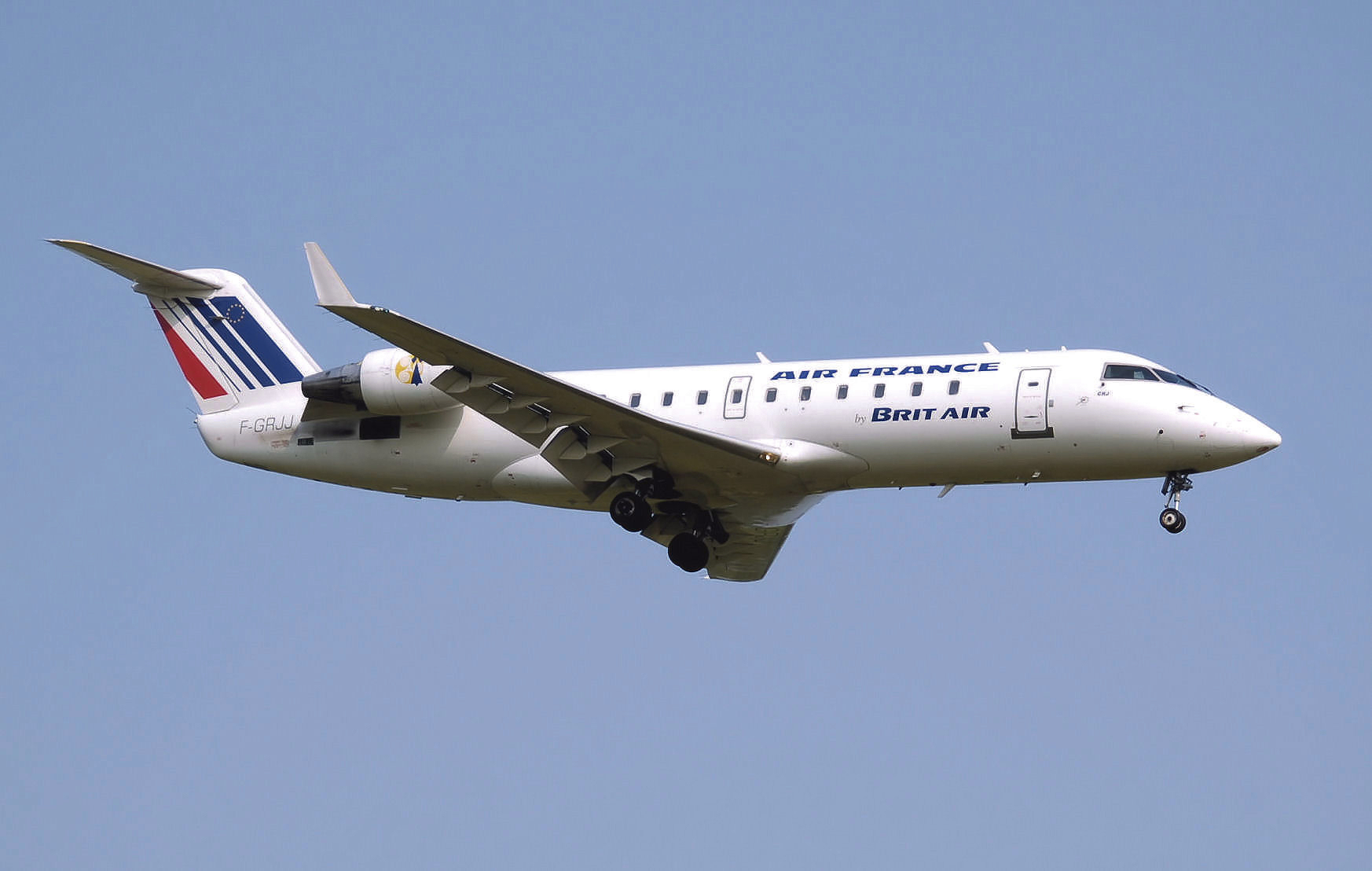
CRJ-100降落中

不列特航空（英文：Brit Air）是一間於法國莫爾萊的航空公司，提供定期客運的服務，是法國航空的特許經營公司。航空公司樞紐機場是里昂－聖埃克絮佩里機場、巴黎－奧利機場、巴黎－夏爾·戴高樂機場.

## 歷史
航空公司成立於1973年並1975年開始服務，成立初期是提供商用服務於法國西部。在1979年，開通了倫敦航線。在1995年12月1日，航空公司簽證一項特許經營協議與法國航空。在2000年10月，成為一個法國航空的子公司。現有1,260名職員。

## 機隊
不列特航空有以下的機隊（2009年1月）：
- 15 龐巴迪CRJ100ER
- 15 龐巴迪CRJ700
- 13 福克F100

訂購中：
- 15 龐巴迪CRJ1000

在2008年8月21日，航空公司平均機齡為9.8年。

## 意外與事故
- 在2003年6月22日，法国航空5672号班机空难由南特往布雷斯特，降落時墜毀。

## 外部連結
- 官方網站
- 航空公司機隊